# Lukáš Fasora
Lukáš Fasora (* 28. prosince 1972 Brno) je český historik.

## Životopis
Vystudoval historii na Filozofické fakultě Masarykovy univerzity v Brně (Mgr., 1996), kde si později udělal i doktorát (Ph.D., 2001). Od roku 2001 působí na Historickém ústavu Filozofické fakulty Masarykovy univerzity. Zde se v roce 2009 habilitoval. a v roce 2016 byl jmenován profesorem.
Lukáš Fasora se zabývá především sociálními a hospodářskými dějinami 19. století na Moravě. Podílí se na vydávání sedmisvazkových dějin Brna, spolu s Jiřím Malířem je jedním z redaktorů čtvrtého svazku pojednávajícím o období 1790–1918.

## Dílo (výběr)
- Dělník a měšťan. Vývoj jejich vzájemných vztahů na příkladu šesti moravských měst 1870–1914. Brno 2012. ISBN 978-80-7325-233-5.
- Josef Hybeš (1850–1921). Život, dílo a mýtus. Praha 2017. ISBN 978-80-7422-580-2.
- Stáří k poradě, mládí k boji. Radikalizace mladé generace českých socialistů 1900–1920. Brno 2015. ISBN 978-80-7325-364-6.